# Casa Santurce
La Casa Santurce, también conocida como Casa Pablo Ubarri, es un edificio situado en la calle de Valencia, número 293, en el Ensanche de Barcelona (España). Fue diseñado por Miquel Madorell en 1902, terminándose su construcción en 1905. Se considera que su estilo arquitectónico es el modernismo y está catalogado como Bien Cultural de Interés Local.
El edificio lleva el nombre de su primer propietario,[cita requerida] Pablo de Ubarri y Capetillo, i conde de San José de Santurce, que fue un importante industrial ferroviario que hizo fortuna en Puerto Rico.  
Durante el siglo XX, el edificio fue residencia del poeta Román de Saavedra y de Almenara y de su hija, la escritora Ana María de Saavedra y de Maciá. Los descendientes de los Saavedra, la familia Álvarez-Cuevas, residieron en la Casa Santurce hasta el año 2013.  
Asimismo, la princesa Alexia de Grecia y Dinamarca residió en el edificio hasta el año 2003.

## Descripción
Se trata de un edificio de viviendas plurifamiliar, situado entre medianeras, formado por una planta baja más cinco plantas piso. La composición de la fachada es simétrica y presenta un buen equilibrio. Esta fachada está dispuesta con cinco aberturas por planta, que permiten a la planta baja situar el acceso de vecinos centrado ya cada lado un local comercial de dos aberturas. Sobre el acceso de vecinos hay un escudo heráldico, representativo del título condal que tenía su propietario. En cuanto a las plantas piso, las tres centrales tienen el balcón individualizado, de losa de piedra con barandilla de hierro fuerza trabajada, barandilla y losa que se alternan en las plantas pares o impares; son de forma ondulada y otorgan un ritmo sinuoso en la fachada. Esta destaca por la colocación en cada extremo y en cada planta piso de una tribuna de planta semi-octogonal, que presenta unos importantes vitrales policromos realizados con la técnica de impreso y un trabajo de forja de motivo floral. Estas tribunas terminan con un coronamiento en forma de torreta cubierta con escamas de cerámica negra, apoyada sobre interesantes y bastante trabajados elementos metálicos, donde aparecen de nuevo los motivos vegetales y florales.
También es destacable la profusa decoración, presente gracias a las ménsulas que representan caras femeninas, las figuras de niños bajo las tribunas; así como las hojas de acanto y flores en los dinteles. En los espacios comunes interiores, como el vestíbulo o la caja de escalera, la decoración también está presente, tanto en materiales como el hierro o la madera, como en los yesos, vitrales y esculturas con que se adornó el conjunto. La palabra modernismo puede ser aplicada especialmente en el aspecto estético del modernismo, gracias a los constantes efectos del coup de látigo, tanto en el interior (espacios comunes) como en el exterior del edificio.

## Galería

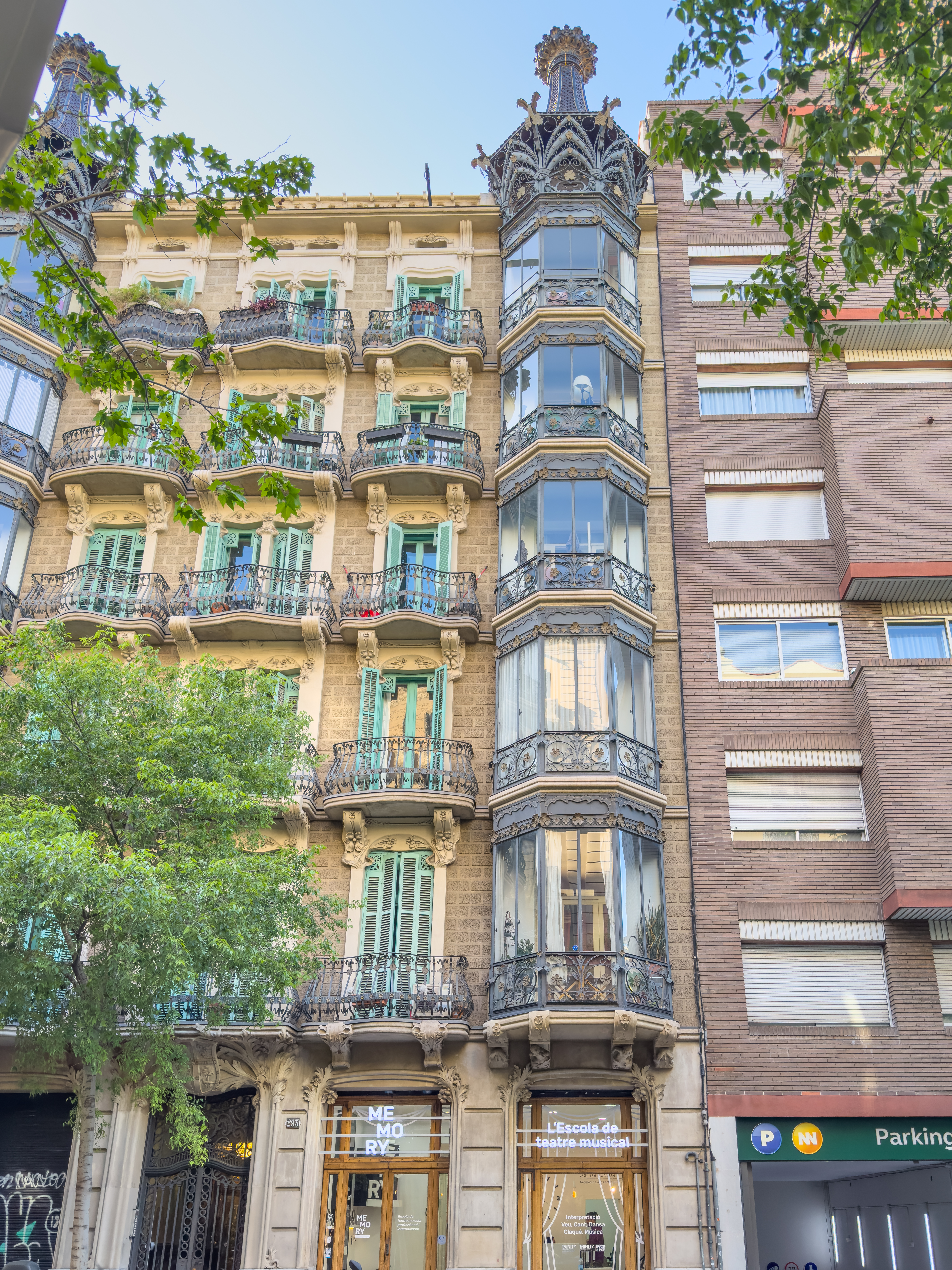
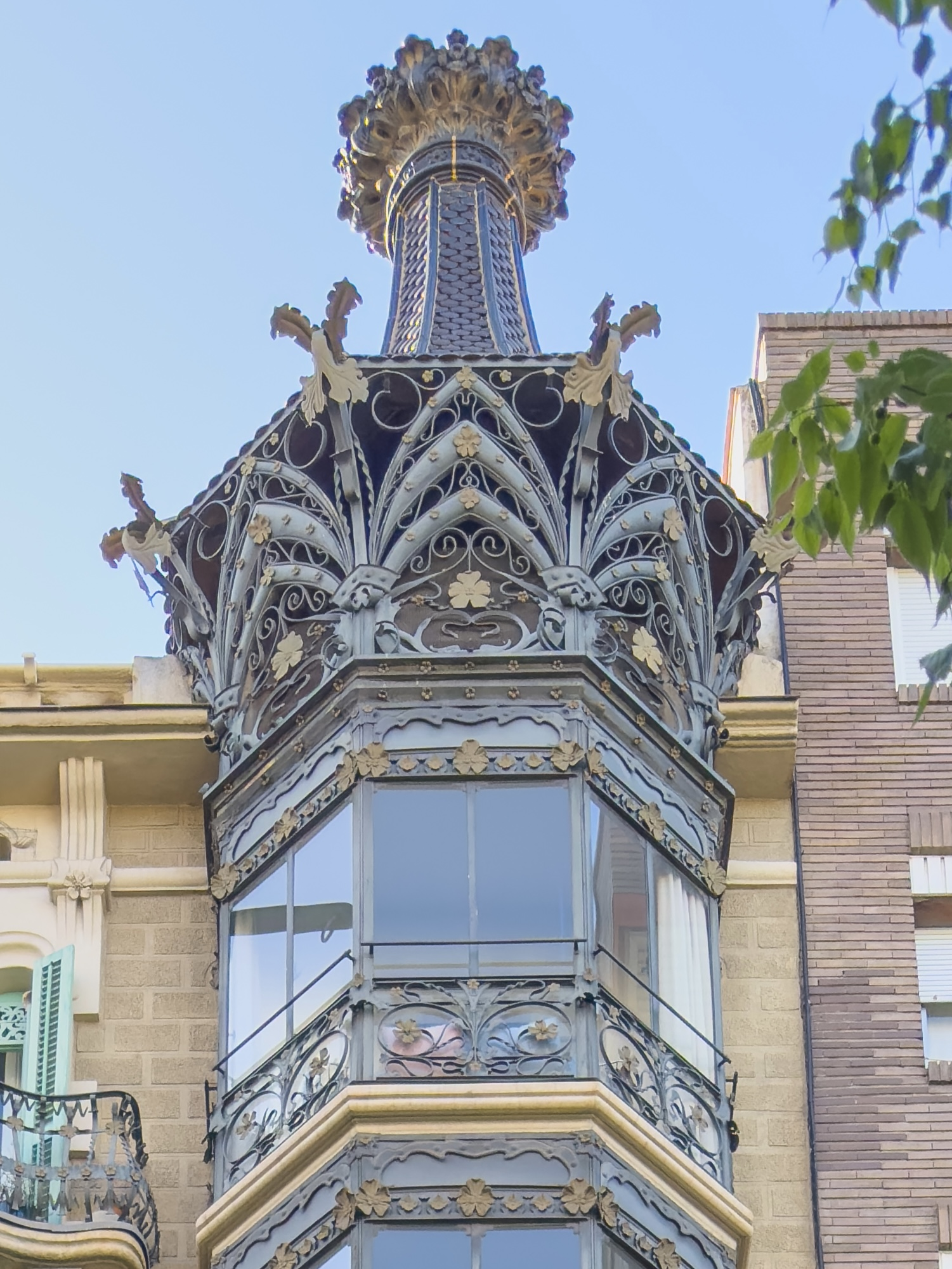
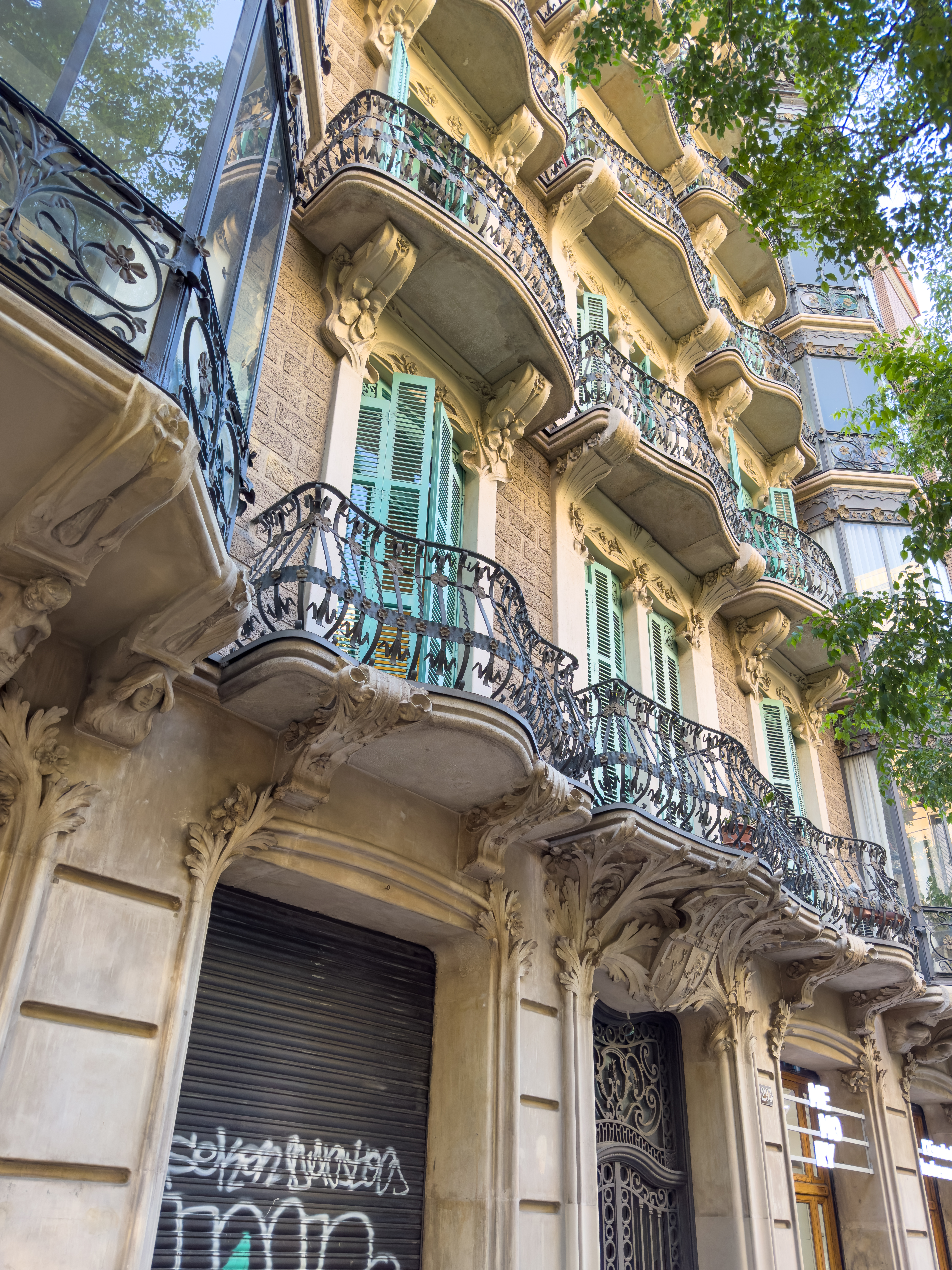
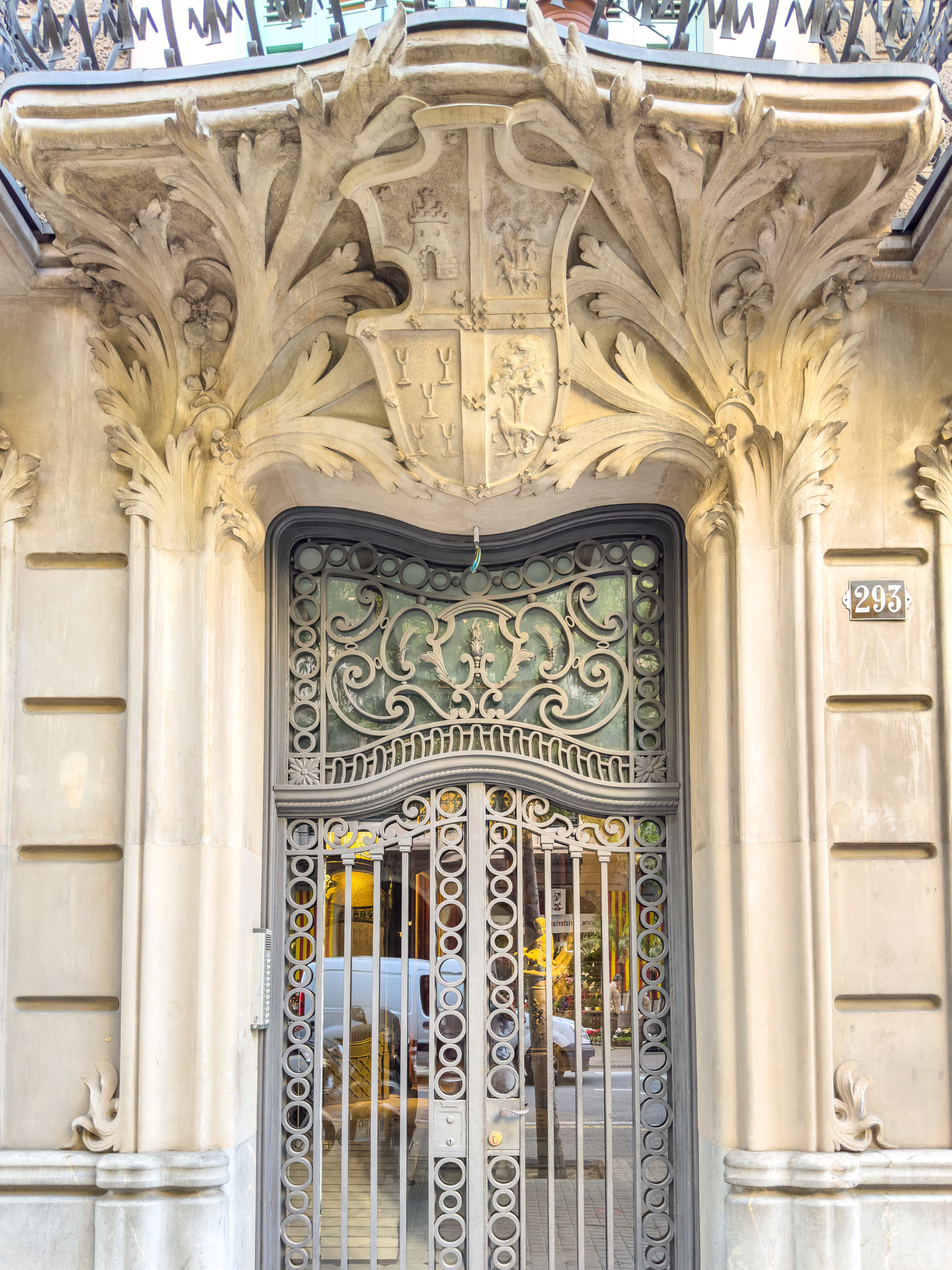
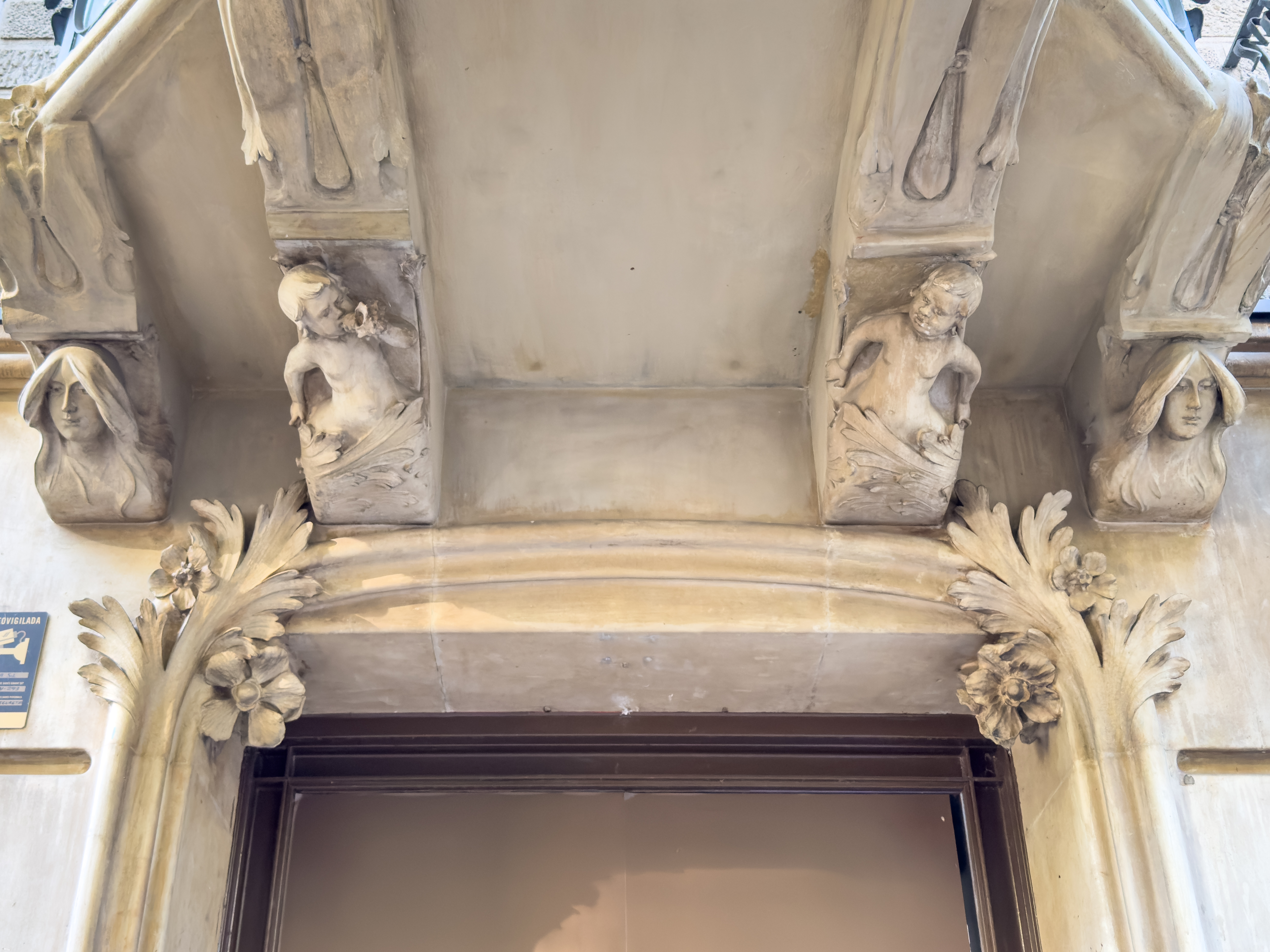